# Temeluchella xeropa
Temeluchella xeropa är en fjärilsart som beskrevs av Edward Meyrick 1909. Temeluchella xeropa ingår i släktet Temeluchella och familjen skärmmalar. Inga underarter finns listade i Catalogue of Life.